# لويد بنتسن
لويد ميلارد بنتسن الابن (بالإنجليزية: Lloyd Bentsen)‏ (11 فبراير 1921 – 23 مايو 2006) هو سياسي أمريكي وسيناتور عن ولاية تكساس لأربع فترات (1971-1993) ومرشح الحزب الديمقراطي لنائب الرئيس في انتخابات عام 1988 مع بطاقة مايكل دوكاكيس. كما شغل منصب وزير الخزانة الأمريكي التاسع والستين في عهد الرئيس بيل كلينتون.
ولد بنتسن في ميشن، تكساس وتخرج من كلية الحقوق بجامعة تكساس قبل أن يخدم في سلاح الجو خلال الحرب العالمية الثانية. وقد حصل على وسام الصليب الطائر لخدمته في أوروبا. وبعد الحرب، فاز في انتخابات مجلس النواب الأمريكي، وخدم فيه من عام 1948 إلى عام 1955. ترشح إلى مجلس الشيوخ الأمريكي وهزم السناتور الحالي وقتها رالف ياربورو في انتخابات مجلس الشيوخ الديموقراطية عام 1970 وفاز بالانتخابات العامة ضد جورج بوش الأب. وأعيد انتخابه في أعوام 1976 و1982 و1988، وعمل رئيسا للجنة المالية بالمجلس في الفترة من عام 1987 إلى 1993. ساعد السيناتور بينتسن في تأمين إقرار قانون ضمان دخل التقاعد للموظفين ولعب دورا في إنشاء حساب التقاعد الفردي. وقد سعى بنتسن لنيل ترشيح الحزب الديمقراطي للرئاسة عام 1976 بيد أنه لم يتمكن من تنظيم حملة فعالة.
اختاره المرشح الديمقراطي للرئاسة مايكل دوكاكيس ليرافقه في الانتخابات الرئاسية عام 1988 بينما اختار الجمهوريون بطاقة تضم نائب الرئيس جورج بوش الأب والسيناتور دان كويل. وخلال نقاشات نائب الرئيس عام 1988، وصف بنتسن نظيره كوايل قائلا: «أيها السيناتور، أنت لست جاك كينيدي». كان دوكاكيس يأمل أن اختيار بنتسن من شأنه أن يساعد في فوز الديمقراطيين بولاية تكساس، إلا أن الجمهوريين فازوا بالولاية كما فازت بهامش واسع في المجمع الانتخابي والأصوات الشعبية. فكر بنتسن في الترشح لمنصب الرئيس في عام 1992 لكنه اختار ألا يواجه بوش الذي كان يحظى بشعبية بعد حرب الخليج الثانية.
هزم بوش على يد بيل كلينتون في الانتخابات العامة عام 1992، وعرض كلينتون على بنتسن منصب وزير الخزانة. قبل بنتسن العرض، وساعد على التصديق على اتفاقية التجارة الحرة لأمريكا الشمالية، واعتماد قانون المصالحة الشاملة للموازنة لعام 1993. تقاعد بنسن من مجلس وزراء كلينتون في ديسمبر 1994 وخلفه روبرت روبين في المنصب. ونال وسام الحرية الرئاسي عام 1999 وتوفي في منزله في هيوستن في عام 2006.

## روابط خارجية
- لويد بنتسن على موقع الموسوعة البريطانية (الإنجليزية)
- لويد بنتسن على موقع مونزينجر (الألمانية)
- لويد بنتسن على موقع ميوزك برينز (الإنجليزية)
- لويد بنتسن على موقع إن إن دي بي (الإنجليزية)
- لويد بنتسن على موقع ديسكوغز (الإنجليزية)